# Andropompo
Nella mitologia greca, Andropompo era un re della Messenia. A seconda delle versioni era figlio di Boro figlio di Pentilo, o figlio di Pentilo a sua volta foglio di Boro. In ogni caso discendeva da Neleo, e sua moglie fu Enioche.
Alla sua morte ascese al trono suo figlio Melanto, che fu poi scacciato dai discendenti di Eracle. 